# قاچاق جنسی در مغولستان

قربانیان مغولی و خارجی قاچاق جنسی به داخل و خارج از استان‌های مغولستان منتقل می‌شوند. آن‌ها در فاحشه‌خانه‌ها، هتل‌ها، کسب‌وکارها، منازل و سایر مکان‌های این مناطق اداری مورد تجاوز و آزارهای جسمی و روانی قرار می‌گیرند.

قاچاق جنسی در مغولستان نوعی از قاچاق انسان با هدف بهره‌کشی جنسی و بردگی است که در این کشور رخ می‌دهد. مغولستان به‌عنوان مبدأ، مسیر ترانزیت و مقصد برای افراد قاچاق‌شده با هدف سوءاستفاده جنسی شناخته می‌شود. 
شهروندان مغولستان، عمدتاً زنان و دختران، در داخل این کشور و هم‌چنین به دیگر کشورهای آسیا و سایر قاره‌ها قاچاق می‌شوند. قربانیان خارجی نیز به مغولستان قاچاق می‌شوند. کودکان و افراد فقیر به‌ویژه در معرض خطر قاچاق جنسی هستند. قاچاقچیان با فریب، تهدید یا اجبار، قربانیان را به فحشا وادار می‌کنند و اغلب گذرنامه و سایر مدارک آن‌ها را ضبط می‌کنند. ضرب و شتم و استفاده از مواد مخدر برای کنترل قربانیان رایج است. آن‌ها متحمل سوءاستفاده‌های جسمی و روانی می‌شوندو معمولاً در شرایطی بسته یا تحت نظارت شدید قرار دارند. قربانیان اغلب در شرایط نامناسب زندگی می‌کنند و به کار اجباری وادار می‌شوند. بسیاری از آن‌ها در اثر تجاوزهای بدون استفاده از کاندوم به بیماری‌های مقاربتی مبتلا می‌شوند. این افراد معمولاً دچار آسیب‌های روانی شدید می‌شوند و برخی از آن‌ها دست به خودکشی می‌زنند.
قاچاقچیان، چه مرد و چه زن، اغلب عضو سازمان‌های جنایی و باندهای تبهکاری هستند یا با آن‌ها همکاری می‌کنند. قاچاقچیان مغولستانی در خارج از کشور، از جمله در چین، ماکائو، کره جنوبی و سایر مناطق فعالیت داشته‌اند.
ابعاد قاچاق جنسی در مغولستان به دلیل کمبود داده‌ها، ماهیت پنهان این جرایم و سایر عوامل به‌درستی مشخص نیست. رشد سریع صنعت معدن و سایر صنایع در مغولستانِ قرن بیست و یکم باعث افزایش قاچاق جنسی در این کشور شده است.قربانیان قاچاق جنسی به کسب‌وکارهایی که از مسیرهای حمل‌ونقل، از جمله راه‌های زغال‌سنگ به چین، پشتیبانی می‌کنند، فرستاده شده‌اند. دولت مغولستان به دلیل عدم ارائه کمک‌های کافی به قربانیان مورد انتقاد قرار گرفته است.

## مرز چین و مغولستان
زنان و دختران مغولستانی و چینی برای بهره‌کشی جنسی به مرز چین و مغولستان و از طریق آن قاچاق می‌شوند. در این مرز و صحرای گبی، عملیات معدنی جهانی و سایر صنایع سنگین با نیروی کار گسترده‌ای از مردان دورافتاده فعالیت دارند. این مناطق، از جمله معادن زغال‌سنگ «Tavan Tolgoi تاوان تولغوی»، به کانونی برای فحشا و قاچاق جنسی تبدیل شده‌اند. 

## سازمان های غیر دولتی
The Human Security Policy Studies Centre (مرکز مطالعات سیاست امنیت انسانی)، مستقر در اولان‌باتور، علیه قاچاق جنسی در مغولستان مبارزه می‌کند.
Talita Mongolia اقدامات مقابله با قاچاق جنسی را در مغولستان انجام می‌دهد. 
«Mongolian Gender Equality Center» (مرکز برابری جنسیتی مغولستان) به قربانیان قاچاق جنسی کمک‌های توان‌بخشی ارائه می‌دهد. 
سازمان مردم‌نهاد «Lantuun Dohio» با قاچاق انسان و آزار کودکان مبارزه می‌کند.